# Jutta Neuendorff-Fürstenau
Jutta Neuendorff-Fürstenau geb. Fürstenau (* 21. Februar 1913 in Berlin-Charlottenburg; † 9. Oktober 1997 in Berlin) war eine deutsche Literaturwissenschaftlerin und Fontaneforscherin.

## Leben
Jutta Fürstenau wurde am 21. Februar 1913 in Berlin-Charlottenburg geboren. Ihr Vater war der Jurist ‒ und spätere Senatspräsident des Oberverwaltungsgerichts Berlin (seit 1925) ‒ Hermann Fürstenau (1868‒1928); ihre Mutter war Ilse Fürstenau, geb. Genzmer.
Sie besuchte bis 1930 eine Privatschule und von 1930 bis 1932 erst das städtische Lyzeum und dann die Reformrealgymnasial-Studienanstalt der Fürstin Bismarck-Schule in Berlin-Charlottenburg, wo sie ihre Schulausbildung mit der Reifeprüfung abschloss.
Von 1932 bis 1936 studierte sie Germanistik, Anglistik, Geschichte und Volkskunde in Berlin. Anschließend forschte sie zum Thema ihrer Dissertation „Fontane und die märkische Heimat“. Durch ihre Forschungen lernte sie auch Hermann Fricke kennen, den ersten Leiter des Theodor-Fontane-Archivs, das nach dem Erwerb des Fontane-Nachlasses seit 1935 einen Hauptbestandteil des Brandenburgischen Schrifttumsarchiv bildete. Im Frühjahr 1937 wurde sie, zunächst als Teilzeitkraft, für das Fontane-Archiv angestellt.
1941 promovierte Fürstenau in Berlin bei Julius Petersen; ihre Dissertation erschien im gleichen Jahr in Berlin als Druck.
Zwischen 1938 und 1942 erschienen verschiedene ihrer Aufsätze zum Thema Fontane in Zeitschriften, Jahrbüchern und Festschriften.
Von 1941 bis 1947 war sie als Archivarin des Theodor-Fontane-Archivs tätig. Hier erarbeitete sie die Bestandsverzeichnisse des Archivs. Nachdem der Archivleiter H. Fricke 1942 für andere Tätigkeiten abgezogen wurde, übernahm Fürstenau immer mehr Aufgaben im Schrifttumsarchiv und in der Landesbücherei. Schließlich fungierte sie auch als Stellvertreterin für die Leiter des Archivs und der Landesbücherei. Nach dem Ende des Zweiten Weltkrieges musste sie sich auch um die Bergung von Bibliotheken, herrenlosen Kulturgütern und Auslagerungsbeständen in den verschiedenen Kreisen des Landes Brandenburg kümmern.
1947 heiratete sie Otto Neuendorff (1903‒1989), Professor für Germanistik, der bis 1967 an der Akademie der Wissenschaften in Berlin (Ost) tätig war, und führte seitdem den Familiennamen Neuendorff-Fürstenau. 1948 kam die Tochter Dagmar (1948–2025) zur Welt, die später Sprachwissenschaften studierte und von 1996 bis 2013 Professorin an der Åbo Akademi war.
Jutta Neuendorff-Fürstenau wechselte 1947 als Mitarbeiterin zur Arbeitsstelle des Goethe-Wörterbuchs an der Akademie der Wissenschaften Berlin (Ost). Von 1956 bis 1967 war sie Leiterin dieser Arbeitsstelle.
Von 1949 bis 1967 war sie „Grenzgängerin“, d. h. während ihrer Tätigkeit in Berlin/Ost behielt sie ‒ ebenso wie ihr Ehemann ‒ ihren Wohnsitz in Berlin/West bei. 1967 endete ihre Grenzgängerschaft ‒ wahrscheinlich übte man auf ihrer Arbeitsstelle Druck auf sie aus, die im Februar d. J. per Gesetz eingeführte Staatsbürgerschaft der DDR anzunehmen, und sie lehnte das ab; jedenfalls erhielt sie die fristlose Kündigung seitens der Akademie der Wissenschaften Berlin/Ost. Auch ihr Ehemann Otto Neuendorff beendete zur selben Zeit seine Tätigkeit in Berlin/Ost.
1967 wurde sie Mitarbeiterin an der Arbeitsstelle Tübingen des Goethe-Wörterbuchs.
1974 ging sie als wissenschaftliche Mitarbeiterin zur Arbeitsstelle Weimarer Luther-Ausgabe der Universität Göttingen; diese Tätigkeit endete 1978.
Zwischen 1960 und 1990 war sie Mitarbeiterin an diversen Bänden von Fontane-Gesamt- und Briefausgaben bei der Nymphenburger Verlagshandlung und dem Carl Hanser Verlag, beide in München.
Am 9. Oktober 1997 verstarb Jutta Neuendorff-Fürstenau nach langer Krankheit in Berlin.

## Veröffentlichungen

### Selbständige Publikationen
- Fontane und die märkische Heimat (Dissertation). Berlin 1941
- Wörterbuch zu Goethes Götz von Berlichingen. 2 Bände. Berlin (Ost) 1958/1963

### Aufsätze (Auswahl)
- „Vor unseren Augen hob sich ein Schatz!“ Das Theodor-Fontane-Archiv der Brandenburgischen Provinzialverwaltung. Presseartikel von Jutta Fürstenau in „Der Märkische Adler“ vom 16. Sept. 1938.
- Theodor Fontanes „Ländchen Friesack“. Von Cand. phil. Jutta Fürstenau, Berlin. ‒ In: Brandenburgische Jahrbücher. Herausgegeben vom Landeshauptmann der Provinz Brandenburg. Jahrgang 1938, Bd. 9 Theodor Fontane zum Gedächtnis. Potsdam und Berlin 1938, S. 55‒62.
- Die Entwicklung des märkischen Heimatgefühls vom ausgehenden 16. bis ins 19. Jahrhundert. Von Dr. Jutta Fürstenau. ‒ In: Zeitschrift des Vereins für die Geschichte Berlins, 59. Jahrgang, Heft 2, Berlin 1942, S. 57‒67.
- Briefe Theodor Fontanes an Friedrich Wilhelm Holtze. In: Jahrbuch der Deutschen Schillergesellschaft. Band 4, 1960, S. 358–376.

### Mitarbeit an Festschriften
- Theodor Fontane und das Ruppiner Land. ‒ In: Meyer, Paul: 700 Jahre Ruppin. Festschrift zur Siebenhundertjahrfeier der Stadt Neuruppin und des Kreises Ruppin. 1939. S. 190‒193.

### Mitarbeit an Editionen
- Götz von Berlichingen. 1. Die Geschichte Gottfriedens von Berlichingen (Paralleldruck). Berlin 1958. (= Johann Wolfgang Goethe, Werke [in Einzelbänden]. Hrsg. von der Deutschen Akademie der Wissenschaften zu Berlin unter Leitung von Ernst Grumach; Bd. 8.1)
- Theodor Fontane, Sämtliche Werke [Nymphenburger Fontane-Ausgabe (NFA)]. 30 Bände. München 1959‒1975. ‒ Darin:
  - Band 13a (1969): Wanderungen durch die Mark Brandenburg und Fünf Schlösser. Register und Nachweise. Anregung und Konzeption: Prof. Dr. Kurt Schreinert († 1967); Nachweise nach der Dissertation von Jutta (Neuendorff-) Fürstenau (1941); s. Vorbemerkung.
  - Band 14 (1961): Meine Kinderjahre. Christian Friedrich Scherenberg und das literarische Berlin von 1840 und 1860. Mein Erstling: Das Schlachtfeld von Groß-Beeren. Unter Mitwirkung von Kurt Schreinert herausgegeben von Jutta Neuendorff-Fürstenau
  - Band 15 (1967) Von Zwanzig bis Dreißig. Autobiographisches. Nebst anderen selbstbiographischen Zeugnissen. Herausgegeben von Kurt Schreinert und Jutta Neuendorff-Fürstenau.
  - Bände 18 und 18a (1972): Unterwegs und wieder daheim. Gesammelt von Kurt Schreinert, fortgeführt und herausgegeben von Jutta Neuendorff-Fürstenau. Mit einem Nachwort von Jutta Neuendorff-Fürstenau. Anhang: Korrespondenzen, Kommentare, Register.
- Theodor Fontane, Werke, Schriften und Briefe [Hanser Fontane-Ausgabe (HFA)]. ‒ Darin:
  - Abteilung II: Wanderungen durch die Mark Brandenburg, Band 1‒3. Herausgegeben von Walter Keitel und Helmuth Nürnberger, Anmerkungen von Jutta Neuendorff-Fürstenau. München 1966‒1968.
- Die Briefe Theodor Fontanes, Verzeichnis und Register. Bearbeitet von Rainer Bachmann, Walter Hettche und Jutta Neuendorff-Fürstenau. Herausgegeben von Charlotte Jolles und Walter Müller-Seidel. München 1988.

## Würdigungen
Charlotte Jolles erinnerte in einem Nachruf u. a.: „[…] Jutta ging aus einem der Fontane-Seminare von Julius Petersen an der Friedrich-Wilhelms-Universität zu Berlin hervor und gehörte zu dem frühen Kreis derer, die sich nach Gründung des Theodor-Fontane-Archivs um den Leiter, Hermann Fricke, zu einer Arbeitsgemeinschaft zusammenfanden. […] Sie wurde bald zur Mitarbeit am neugegründeten Archiv herangezogen und hat bei dessen Aufbau eine bedeutende Rolle gespielt, auch durch die Kriegsjahre hindurch. Die vielen von ihr herrührenden Bestandsverzeichnisse des Fontane-Archivs zeugen von ihrer Arbeit. / In Heft 9 der Brandenburgischen Jahrbücher, in dem die Mitglieder des Kreises um Hermann Fricke an die Öffentlichkeit traten, debütierte Jutta Fürstenau mit einem Artikel Theodor Fontanes ‚Ländchen Friesack‘. Ihre Doktorarbeit ‚Fontane und die märkische Heimat‘, die […] das im Fontane-Archiv erstmals zur Verfügung stehende Material verarbeitete, legte den Grundstein für alle weitere Arbeit an den Wanderungen. Der 1969 erschienene Band Register und Nachweise zu den Wanderungsbänden der Nymphenburger Fontane-Ausgabe wurde ein unerläßliches Hilfsmittel für die Forschung. / In der 1959 begonnenen Nymphenburger Fontane-Ausgabe hat Jutta, zum Teil zusammen mit Kurt Schreinert, mehrere Bände bearbeitet, und sie gehörte in den 80er Jahren auch zu den Mitarbeitern am Fontane-Briefverzeichnis. […]“
Hanna Delf von Wolzogen und Christine Hehle schrieben 2001 in einem Artikel über das Theodor-Fontane-Archiv u. a.: „Charlotte Jolles, die damals gerade ihre Dissertation bei Julius Petersen beendet hatte, gehörte zu den Mitarbeitern der ersten Stunde, ebenso Jutta Fürstenau, die zweite renommierte Fontane-Forscherin der Anfangszeit. Beide gehörten zu einer Gruppe von Studenten aus Petersens Fontane-Seminar, die sich in lockerer Runde im Archiv in der Matthäikirchstraße 3‒5 trafen und diskutierten.“
Klaus Peter-Möller und Peer Trilcke äußerten in einem 2020 erschienenem Artikel zur Geschichte des Theodor-Fontane-Archivs u. a.: „Eine der wichtigsten Aufgaben, denen sich Jutta Fürstenau in ihren Jahren am Fontane-Archiv widmete, war die Ordnung und Verzeichnung der Fontane-Handschriften. […] Während Archivleiter Hermann Fricke 1942 […] abkommandiert wurde, blieb Jutta Fürstenau bis zum Kriegsende in ihrer Position und übernahm immer mehr Aufgaben im Schrifttumsarchiv und in der Landesbücherei. Schließlich fungierte sie auch als Stellvertreterin für die Leiter des Archivs und der Landesbücherei und zeichnete im Auftrag alle Erwerbungsakte der Landesbücherei. […] Nach dem Ende des Weltkrieges war Jutta Fürstenau noch eine Zeitlang für die Kulturabteilung der Brandenburgischen Provinzialverwaltung tätig. Sie war beteiligt an der Bergung von Bibliotheken, herrenlosen Kulturgütern und Auslagerungsbeständen in den verschiedenen Kreisen des Landes Brandenburg […] Auch eine Bescheinigung, ausgestellt am 16. Mai 1946 von der Provinzialverwaltung der Mark Brandenburg, Abt. Volksbildung, fand sich in den Akten: ‚Frl. Dr. Jutta Fürstenau ist beauftragt, auf dem ehemaligen Provinzialgute Rotes Luch [bei Müncheberg (Mark); d. V.] für die Sicherstellung von Akten und anderem Kulturgut der ehemaligen Provinzialverwaltung (Verwaltung des Provinzialverbandes), die seinerzeit dorthin evakuiert wurden, Sorge zu tragen. Es wird gebeten, sie, soweit möglich, dabei zu unterstützen.‘ Auf der Rückseite derselbe Text in russischer Sprache.“